# Montcalm (1933)
Montcalm byl francouzský lehký křižník třídy La Galissonnière, pojmenovaný na počest markýze de Montcalm. 
Na počátku války se loď věnovala především doprovodu spojeneckých konvojů. Po německé invazi do Norska byl Montcalm vlajkovou lodí francouzských válečných lodí na tomto bojišti (v této roli vystřídal leteckým útokem poškozený lehký křižník Émile Bertin) a později také kryl evakuaci spojeneckých vojsk z města Namsos.
V době porážky Francie Montcalm kotvil v Alžíru a zůstal věrný vládě Vichistické Francie. Po útoku Royal Navy na Mers-el-Kébir byl odvolán do Toulonu. V září 1940 Montcalm a jeho sesterské lodi  Gloire  a George Leygues bez problémů pronikly z Toulonu skrze Gibraltarský průliv do Casablancy a později do Dakaru.
Na stranu spojenců se loď připojila až v roce 1942 po vylodění v Severní Africe a likvidaci zbytku Vichistické Francie Německem. Křižník se poté připojil k silám Svobodných Francouzů a v roce 1943 v USA prodělal přezbrojení a modernizaci, během které byla zesílena její protiletadlová výzbroj. Do konce války pak Montcalm bojoval na straně spojenců. V roce 1944 podporoval spojenecké vylodění v Normandii a jižní Francii. V roce byl 1961 vyřazen a až do svého sešrotování v roce 1970 používán jako ubytovací plavidlo.